# Moulin (Fluss)
Der Ruisseau du Moulin ist ein knapp zweieinhalb Kilometer langer Bach im französischen Département Vosges. Er ist ein westlicher und linker Zufluss des Ruisseau de Suriauville.

## Geographie

### Verlauf
Der Ruisseau du Moulin entspringt auf einer Höhe von etwa 386 m etwa einen Kilometer südwestlich von  Suriauville. Seine Quelle liegt in einer Wiese ungefähr 250 Meter östlich der Departementsstraße 13.
Der Bach fließt zunächst knapp einen Kilometer in nordöstlicher Richtung durch Grünland und wird dann auf seiner linken Seite vom Ruisseau du Haut des Fourches (Ruisseau de la Banie) gespeist. Gleich danach kreuzt der Ruisseau du Moulin eine Zufahrtsstraße und erreicht dann den Südrand von Suriauville. 
Er läuft nun kurz in östlicher Richtung am Rande der Gemeinde entlang, unterquert dann die Rte Dombrot und zieht anschließend nördlich dieser Straße entlang. Früher betrieb der Bach dort eine Mühle. Dann biegt er kurz nach Nordnordosten ab, um danach wieder in Richtung Osten zwischen Feldern und Wiesen weiterzufließen.
Er mündet schließlich knapp einen Kilometer östlich von Suriauville auf einer Höhe von 350 m von links in den aus dem Süden heranziehenden  Ruisseau de Suriauville.
Der 2,48 km lange Lauf des Ruisseau du Moulin endet ungefähr 36 Höhenmeter unterhalb seiner Quelle, er hat somit ein mittleres Sohlgefälle von etwa 15 ‰.

### Zuflüsse
- Ruisseau du Haut des Fourches (links), 1,0 km

### Orte
- Suriauville